# Pheidole titanis
Pheidole titanis är en myrart som beskrevs av Wheeler 1903. Pheidole titanis ingår i släktet Pheidole och familjen myror. Inga underarter finns listade i Catalogue of Life.

## Bildgalleri

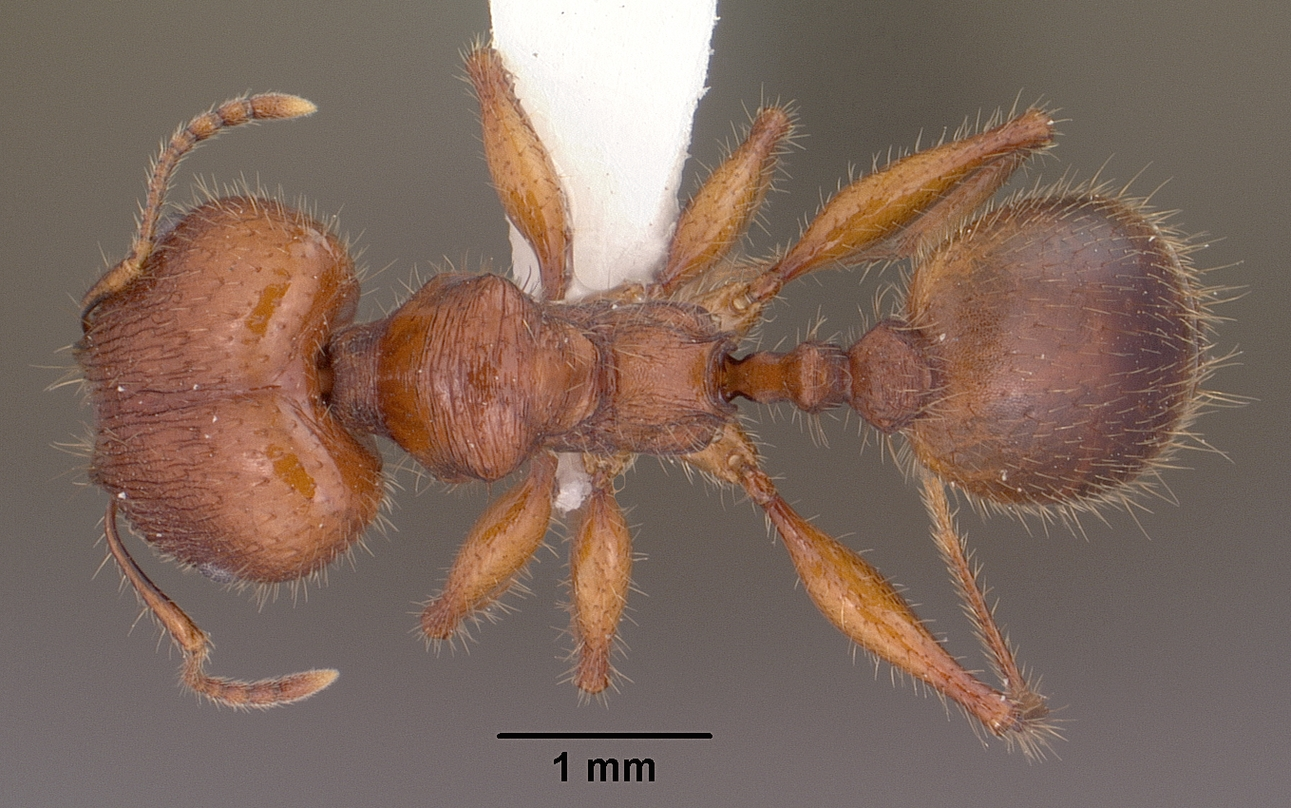
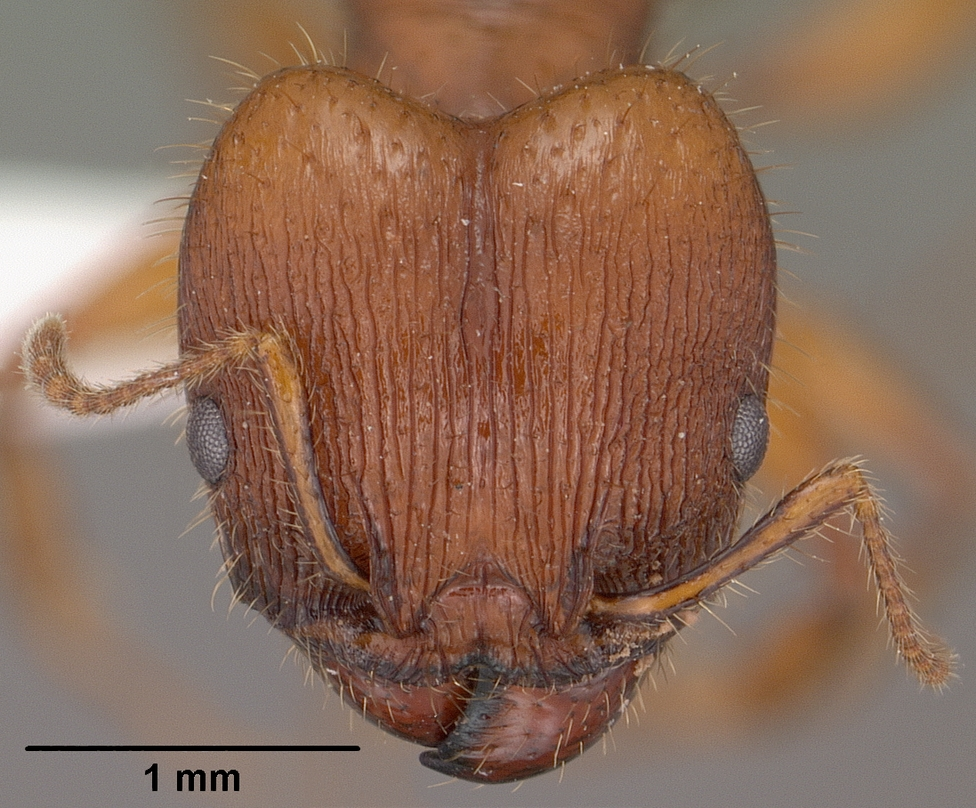
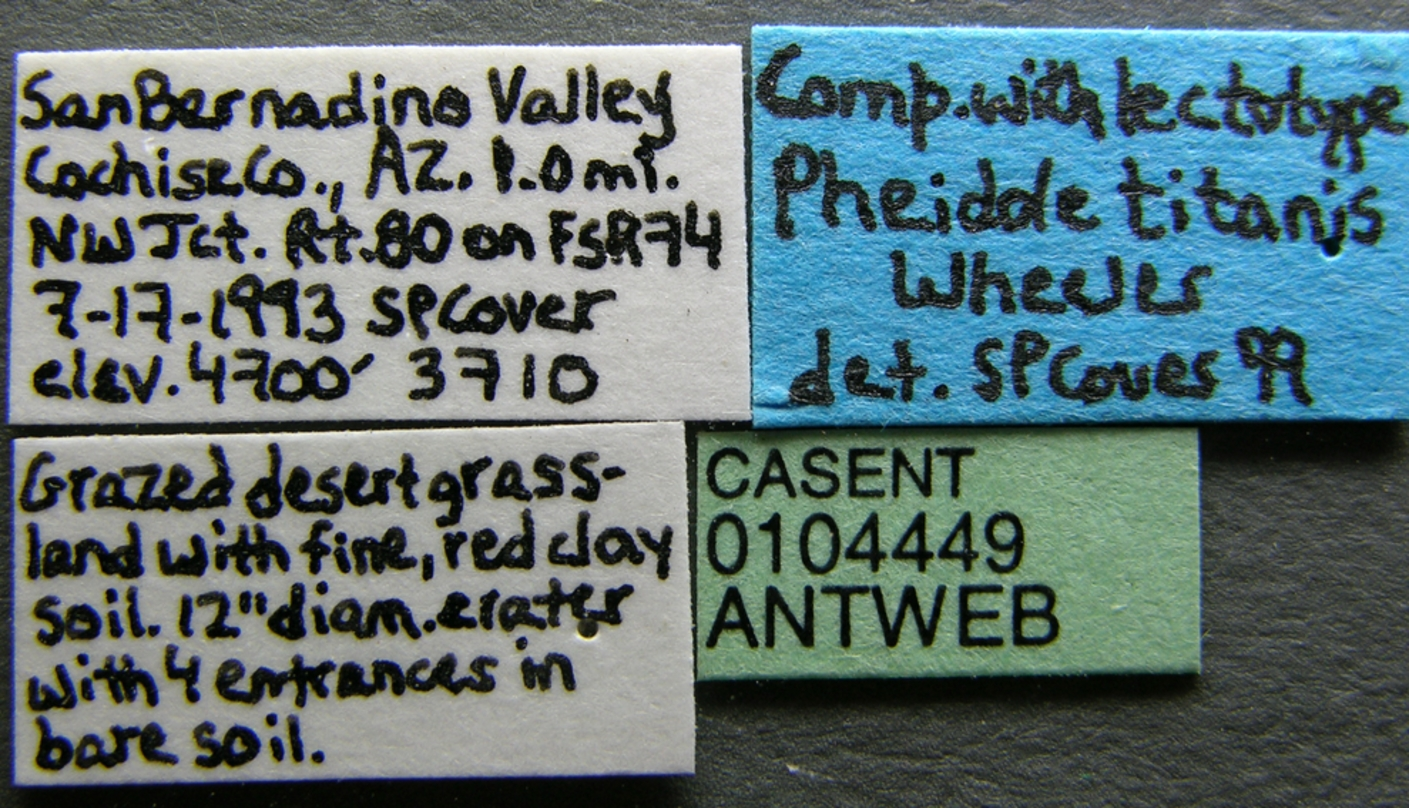
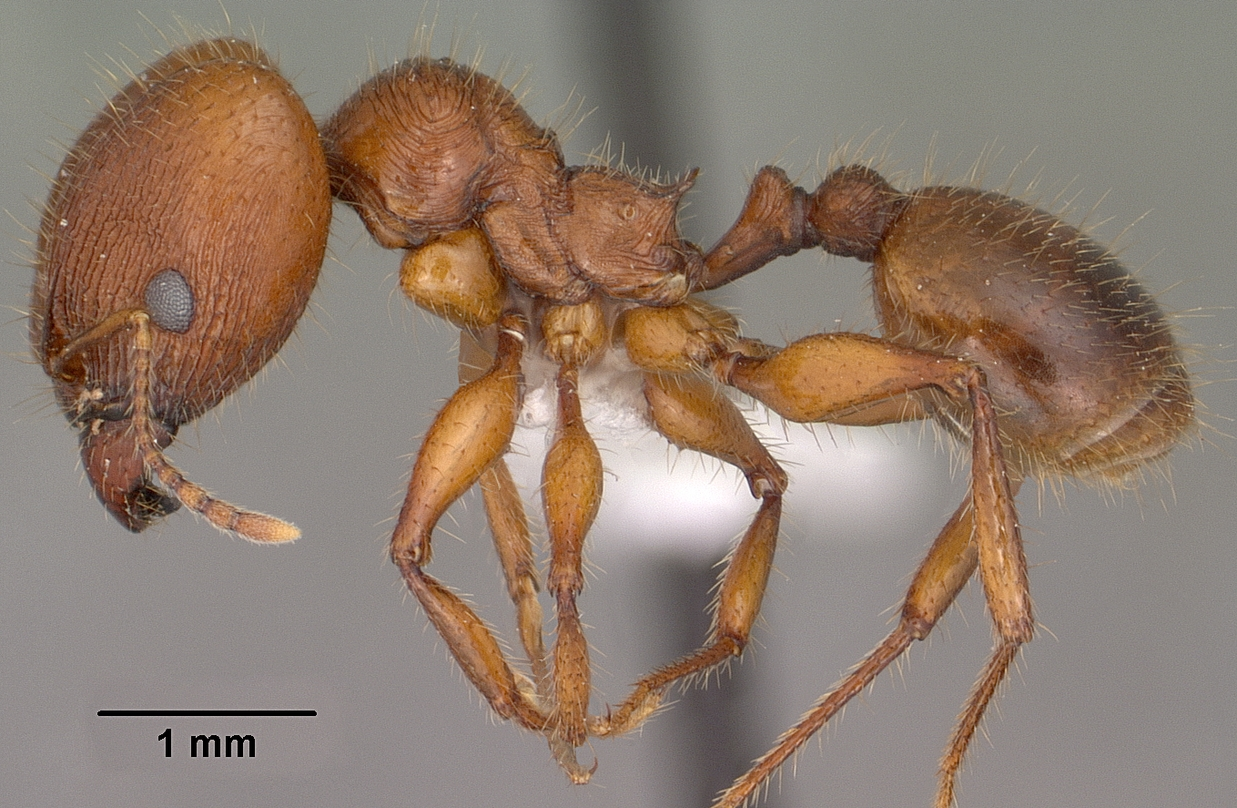
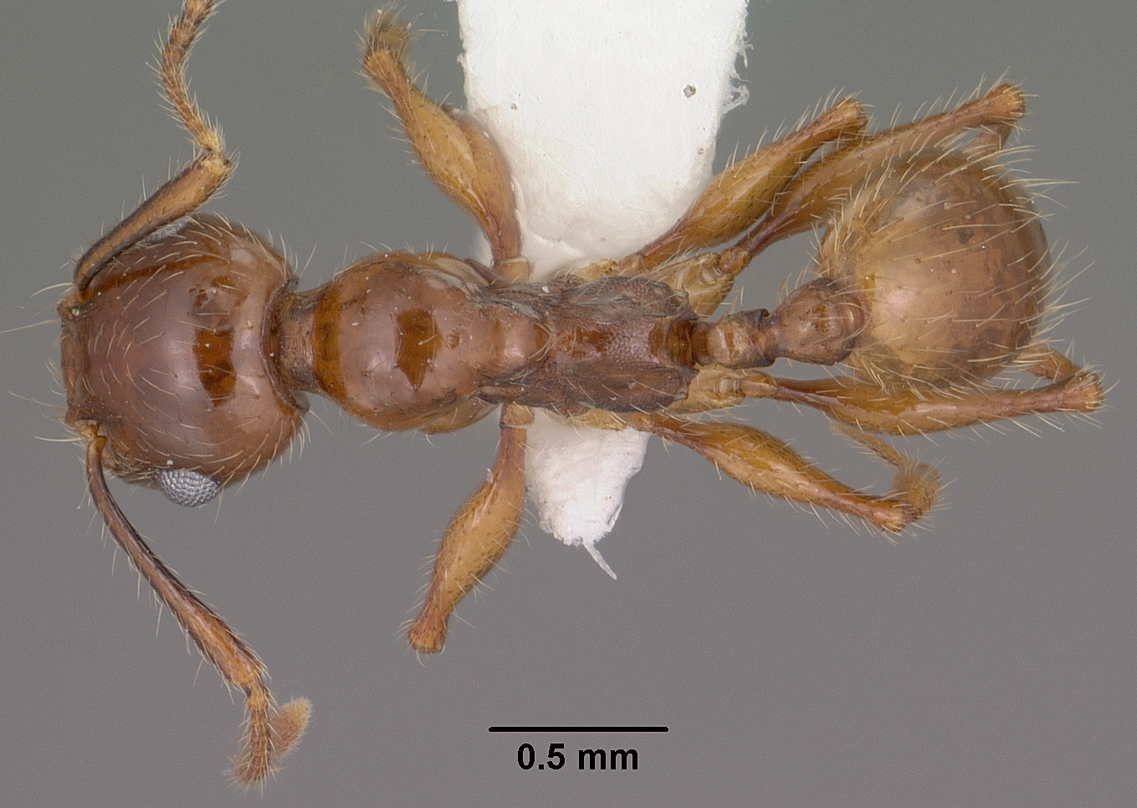
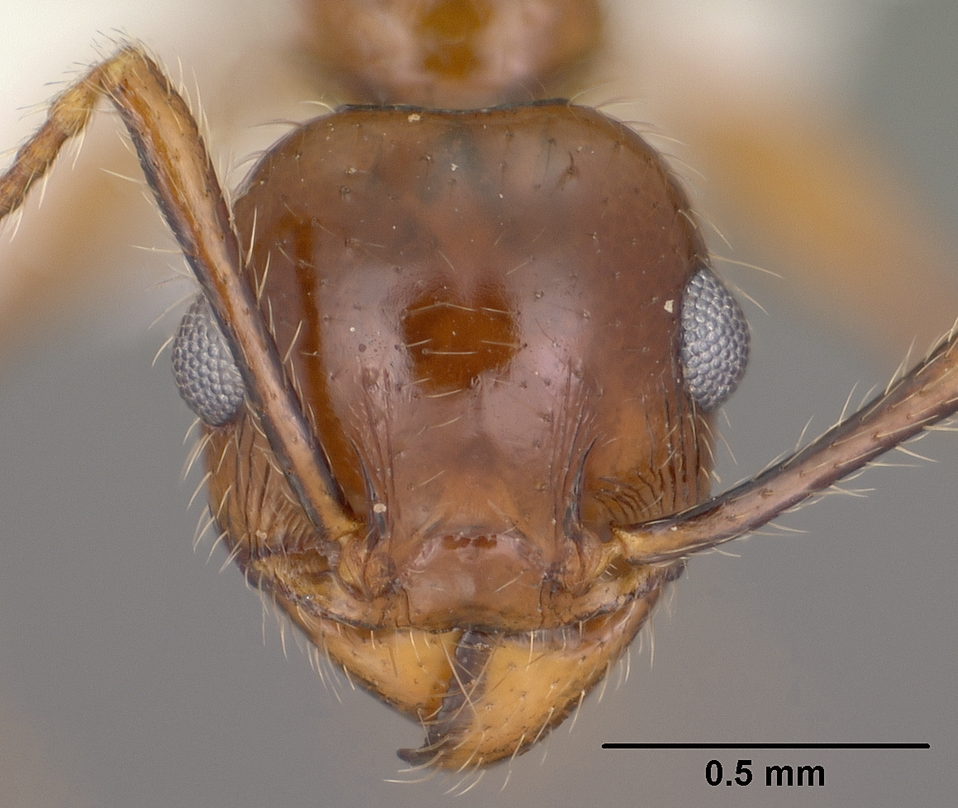